# Conothele
Conothele là một chi nhện trong họ Ctenizidae.

## Các loài
- Conothele arboricola Pocock, 1899
- Conothele birmanica Thorell, 1887
- Conothele cambridgei Thorell, 1890
- Conothele doleschalli Thorell, 1881
- Conothele ferox Strand, 1913
- Conothele fragaria (Dönitz, 1887)
- Conothele gressitti (Roewer, 1963)
- Conothele hebredisiana Berland, 1938
- Conothele lampra (Chamberlin, 1917)
- Conothele limatior Kulczynski, 1908
- Conothele malayana (Doleschall, 1859)
- Conothele nigriceps Pocock, 1898
- Conothele spinosa Hogg, 1914
- Conothele taiwanensis (Tso, Haupt & Zhu, 2003)
- Conothele trachypus Kulczynski, 1908
- Conothele truncicola Saaristo, 2002
- Conothele vali Siliwal et al., 2009
- Conothele varvarti Siliwal et al., 2009